# 萨佐诺沃 (恰戈多夏区)
萨佐诺沃（羅馬化：Sazonovo）是俄罗斯沃洛格达州的市级镇，属恰戈多夏区，位于伏尔加河流域内佩西河畔，在区行政中心恰戈达西南、州府沃洛格达以西。
该地2021年人口有2,706人；2010年人口3,223；2002年人口3,578；1989年人口4,377。